# 日本青バイ隊
特定非営利法人日本青バイ隊（にほんあおバイたい）は、水上オートバイの救難救助活動や安全性の向上を行うことを目的として設立された特定非営利法人である。

## 概要
水上バイク愛好者を会員として水上バイクでの救助救難活動を行う他、環境学習、イベントの警戒、水上バイクのマナー向上といった活動を行う。

## 沿革
- 2010年7月7日 - 設立。

## 所在地
- 〒848-0027　佐賀県伊万里市立花町1542-16

## シーバード活動
水上バイクを使った災害救助活動、小型船舶の安全航行の指導、環境活動を行うために創設された水上青バイ隊のシーバードジャパンの本部として活動している。